# Nancy Garapick
Nancy Ellen Garapick (Halifax, 24 settembre 1961) è un'ex nuotatrice canadese.
Specializzata nel dorso, ha vinto due medaglie di bronzo alle Olimpiadi di Montreal 1976, nei 100 m e 200 m dorso.
È stata primatista mondiale nei 200 m dorso.

## Palmarès
- Olimpiadi

Montreal 1976: bronzo nei 100 m e 200 m dorso.
- Mondiali

1975 - Cali: argento nei 200 m dorso e bronzo nei 100 m dorso.
1978 - Berlino: bronzo nella staffetta 4x100 m sl.
- Giochi panamericani

1979 - San Juan: argento nei 200 m misti e nella staffetta 4x100 m misti, bronzo nei 100 m farfalla, 200 m farfalla e 400 m misti.